# Skurcz pośmiertny
Skurcz pośmiertny, znany również jako natychmiastowe zesztywnienie, stężenie kataleptyczne – rzadka forma skurczu mięśni, który występuje w chwili śmierci i trwa do okresu stężenia pośmiertnego, z którym może być pomylony. 